# Pablo Espinosa
Pablo Daniel Espinosa Doncel (La Vila Joiosa, 10 marzo 1992) è un attore spagnolo.
Riconosciuto per aver interpretato il ruolo di Ramiro Castañeda nella telenovela Il Segreto e il ruolo di Tomás nella prima stagione della serie di Disney Channel Violetta.

## Biografia
L'attore valenciano inizia la sua carriera in teatro quando partecipa all'opera teatrale "Las brujas de Salem" di Arthur Miller tra l'anno 2008 e il 2009, nello stesso anno è nella serie televisiva spagnola Fisica o chimica di Antena TV nella terza e quarta stagione, interpretando il personaggio di Pablo Calleja. 
Nel 2010 è nel cast protagonista della telenovela colombiana La Pola con regia di Sergio Cabrera, prodotta da RCN e Sony Pictures e impersonando il ruolo di Alejo Sabaraín. Questo ruolo lo ha portato a vincere il premio Revista Todo Telenovelas come miglior attore della settimana e anche il premio Revista Elenco come attore rivelazione; entrambi i premi nel 2010.
Debutta nello stesso anno al cinema nel film Clara no es nombre de mujer prodotto nel 2010 ma che viene pubblicato il 15 ottobre 2012. 
Nel 2011 partecipa ai primi 179 episodi della telenovela spagnola Il segreto. L'attore spagnolo nella telenovela Violetta interpreta (da protagonista) il ruolo di Tomás Heredia. Grazie a questa telenovela ha vinto un premio ai Kids' Choice Awards Argentina del 2012 e ha potuto cantare negli album della serie. Nel 2012 è stato fidanzato con l'attrice, cantante e ballerina argentina Mercedes Lambre. 
Nel 2013 è tra i concorrenti del nuovo talent show di Rai Uno Altrimenti ci arrabbiamo, in cui è arrivato in ballottaggio, condotto da Milly Carlucci. L'anno successivo, cioè il 2014, è nel cast principale della serie spagnola Bienvenidos al Lolita con il personaggio di Camilo.
Negli anni 2015/2016 torna a far parte del cast de Il segreto a partire dall'episodio 1138 dopo quasi quattro anni dalla sua prima apparizione nella soap di Antena 3, fino all'episodio 1408 quando esce nuovamente di scena. Nel 2016 è stato fidanzato con l'attrice spagnola Sara Moraleda. 
Nel 2017 prende parte all'opera teatrale "Tebas Land" di Natalia Menéndez dove interpreta Martìn, uno dei personaggi principali della storia.
Nel 2019 interpreta il personaggio di Paul nel cortometraggio spagnolo 
"Soul Man" con regia di Chema Ponze. Il cortometraggio è uscito su piattaforma digitale (DVD) in tutto il mondo nel 2020.

## Filmografia

### Televisione
- Fisica o chimica (Física o Química) - serial TV (2009)

- La Pola - serial TV (2010)
- Il segreto - telenovela (2011-2016)
- Violetta - serial TV (2012)
- Bienvenidos al Lolita - serial TV (2014)

### Cinema
- Clara, no es nombre de mujer, regia di Pepe Carbajo (2012)
- Soul Man, regia di Chema Ponze (2019)

### Programmi televisivi
- Altrimenti ci arrabbiamo (2013) - concorrente

### Teatro
- Las brujas de Salem (2008-2009)
- Tebas Land (2017-2018)

### Doppiatore
- Ozzy - Cucciolo coraggioso, regia di Alberto Rodrìguez (2016) - doppiaggio spagnolo
- C'era una volta il Principe Azzurro, regia di Ross Venokur (2019) - doppiaggio spagnolo

## Discografia

### Album
- 2012: Violetta (Walt Disney Records)
- 2012: La musica è il mio mondo (Walt Disney Records)

## Premi e candidature
- 2010 - Revista Todo Telenovelas
  - Vinto - Attore della settimana per La Pola[3].
- 2010 - Revista Elenco
  - Vinto - Attore rivelazione[4].
- 2012 - Kids' Choice Awards Argentina
  - Vinto - Attore preferito per Violetta[6].

## Doppiatori italiani
Nelle versioni in italiano dei suoi film, Pablo Espinosa è stato doppiato da:
- Alessandro Ward in Violetta[8].
- Gianluca Cortesi ne Il segreto